# JAPANESE GIRL (矢野顕子のアルバム)
『JAPANESE GIRL』(ジャパニーズ　ガール)は、矢野顕子の1枚目のアルバム。1976年7月25日発売。発売元は日本フォノグラム。

## 概要
矢野顕子の個人名義でのデビュー作となるアルバム。A面(第1曲-第5曲、AMERICAN SIDEと名付けられている)には、バックバンドにリトル・フィートのメンバーが参加し、アメリカ・ロサンゼルスで収録された。B面(第6曲-第10曲、JAPANESE SIDEと名付けられている)には、細野晴臣・林立夫といったティン・パン・アレーのメンバー(第6曲)、あがた森魚・かしぶち哲郎・鈴木慶一・鈴木博文・駒沢裕城など、はちみつぱい・ムーンライダーズ系の演奏者(第9曲)といった、日本国内のアーティストが参加している。
プロデュースは「小東洋」名義で、矢野誠と、矢野顕子が務めている。実務面のディレクターは三浦光紀。ミックスは、2000年代に入っても矢野の音楽の録音を行うことになる、吉野金次が担当している。
本アルバムの特徴のひとつに、矢野が幼少時代を過ごした青森の民謡をカバーしているほか、和楽器を積極的に使用するなど、日本の伝統音楽とロックのクロスオーバーが図られている点がある。タイトルはあがた森魚のアルバム『日本少年』(1976年)に由来し、本作はあがたの作品へのアンサーアルバムにあたる。
本アルバムのA面の録音の際の逸話として、リトル・フィートのリーダー、ローウェル・ジョージが、矢野の才能に驚嘆し、「僕たちの力不足でした。ギャラはいりません。」と語ったとされる。
矢野に憧れ、矢野の物真似をしている清水ミチコは本作のオリジナルLPを現在も帯付きで所持し、矢野に見せた時、矢野から帯付きで残してある事に「凄くない」と驚かれた。

## 収録曲

### American Side：A面
1. 気球にのって　(作詞・作曲：矢野顕子)
  - 1979年発売のライブ・アルバム『東京は夜の7時』に、YMOのメンバーが参加したライブテイクが収録されている。
  - ティン・パン・アレーがバックに参加した1973年録音の未発表バージョンが、1996年発売のベスト・アルバム『ひとつだけ/the very best of 矢野顕子』に収録された。
  - 2007年発売のyanokami名義のアルバム『yanokami』で取り上げている。
  - 2012年発売のライブ・アルバム『荒野の呼び声 -東京録音-』に、マーク・リーボウらが参加したライブテイクが収録された。
2. クマ　(作詞・作曲：矢野顕子)
  - 曲名は矢野のかつての飼い犬の名前より。
  - ローウェル・ジョージが尺八を担当。
  - 1988年発売のライブ・アルバム『グッド・イーブニング・トウキョウ』に、ライブテイクが収録。
3. 電話線　(作詞・作曲：矢野顕子)
  - ライブ・アルバム『グッド・イーブニング・トウキョウ』、『TWILIGHT』(2000年発売)、ビデオ『矢野顕子S席コンサート』(1994年発売)、DVD『LIVEピヤノアキコ。』(2003年発売)に、ライブテイクが収録されている。
  - 90年代前半頃のライブアレンジで再録音されたバージョンが、シングル『すばらしい日々』(1994年発売)に収録。
  - 2003年のベスト・アルバム『ピヤノアキコ。』にピアノ弾き語りで収録。
  - 2014年には、sasakure.UK編曲で再録音。（『飛ばしていくよ』収録）
  - 2000年代に入ってもたびたびライブで演奏されている、初期の代表作。それを物語る様に発売当時に制作されたプロモーション用シングルのA面に収録された。
4. 津軽ツアー　(作詞・作曲：矢野顕子)
  - 津軽民謡「ホーハイ節」を元にしている。
  - 1977年発売のライブ・アルバム『長月 神無月』に、ライブテイクが収録。
5. ふなまち唄PartII　(作詞・作曲：矢野顕子)
  - 矢野の故郷、青森の民謡(青森ねぶた祭)を元にしている。
  - 2009年発売のDVD『akiko LIVE 2008』に、ライブテイクが収録。

### 日本面：B面
1. 大いなる椎の木　(作詞・作曲：矢野顕子)
  - 録音は、「ザリバ」から数えても矢野のデビュー前にあたる1973年であり、同年に発売が予定されていたアルバムからの流用と思われる。発売当時に制作されたプロモーション用シングルのB面に収録された。
2. へこりぷたあ　(作詞：矢野顕子　作曲：矢野顕子・小東洋)
  - 一部の再発盤では「へりこぷたあ」と表記されているが、また歌詞ではそのように歌われているが、曲名としては誤りである。
  - 鼓に、のちに人間国宝となる堅田喜三久が参加。
3. 風太　(作詞・作曲：矢野顕子)
  - 曲名は矢野誠との間にもうけた長男の名前より。
  - 琴の合奏が特徴的である。
4. 丘を越えて　(作詞：島田芳文　作曲：古賀政男)
  - 藤山一郎の曲のカバー。
  - この矢野バージョンは、映画『卓球温泉』(1998年)の主題歌に用いられた。
5. ふなまち唄PartI　(作詞・作曲：矢野顕子)
  - 日本太鼓、笛に山上進が参加。
  - 楽器にある「吉野バケツ」とは、吉野金次が持っていたバケツの音がよかったため、楽器として採用したもの。

## 発売履歴
| 発売日         | レーベル               | 規格   | 規格品番   | 備考                   |
| -------------- | ---------------------- | ------ | ---------- | ---------------------- |
| 1976年7月25日  | フィリップス・レコード | LP     | FW-5012    |                        |
| 1976年7月25日  | フィリップス・レコード | CT     | LCT-12047  |                        |
| 1977年         | フィリップス・レコード | LP     | S-7034     |                        |
| 1994年5月25日  | ジャパン・レコード     | CD     | TKCA-70371 | CD選書, Q盤Disc        |
| 1998年5月13日  | ジャパン・レコード     | LP     | TKJA-10026 | 矢野顕子の70'sシリーズ |
| 2002年10月23日 | ジャパン・レコード     | CD     | TKCA-72459 | 紙ジャケット仕様       |
| 2011年11月23日 | Midi Inc.              | SHM-CD | MDCL-1518  |                        |
| 2019年3月29日  | Wewantsounds           | CD     | WWWSCD17   |                        |
| 2019年3月29日  | Midi Inc.              | CD     | WWWSCD17   |                        |
| 2019年3月29日  | Wewantsounds           | LP     | WWWSLP17   |                        |